# Ани Ребъл
Ани Ребъл (на английски: Rebel) е американски юридически комедийно-драматичен телевизионен сериал, вдъхновен от живота на Ерин Брокович, създаден от Криста Верноф, чиято премиера е по ABC на 8 април 2021 г. и приключва на 10 юни 2021 г. През май 2021 г. сериалът е прекратен след един сезон.

## Сезони
| Сезон | Епизоди | Премиера        | Финал          |
| ----- | ------- | --------------- | -------------- |
| 1     | 10      | 8 април 2021 г. | 10 юни 2021 г. |

## Актьорски състав и герои

### Главни роли
- Кейти Сегал – Ани „Ребел“ Бело.
- Джон Корбет – Грейди Бело, третият съпруг на Ребел, който се развежда с нея.
- Лекс Скот Дейвис – Касиди, адвокат и дъщеря на Ребел от втория ѝ съпруг Бенджи.
- Тамала Рене Джоунс – Лана, частен детектив, най-добрата приятелка и бивша снаха на Ребел. Тя е сестра на Бенджи и леля на Касиди.
- Джеймс Лесур – Бенджи, вторият бивш съпруг на Ребел и баща на Касиди.
- Кевин Зегерс – Нейт, лекар и син на Ребел от първия ѝ съпруг Удроу.
- Сам Паладио – Люк, адвокат и младши сътрудник в адвокатската кантора на Бенджи.
- Ариела Барер – Зиги, осиновената дъщеря на Ребел и Грейди. Тя е възстановяваща се наркоманка, а Лана е неин спонсор.
- Анди Гарсия – Джулиан Круз, шеф на Ребел, който губи съпругата си, след като ѝ е поставена сърдечната клапа Stonemore.

### Специална гост звезда
- Мери Макдонъл – Хелън Питърсън

### Поддържащи роли
- Матю Глейв – Удроу Флин, полицай, първият бивш съпруг на Ребел и баща на Нейт
- Мо Макрей – Амир
- Джален Томас Брукс – Шон
- Адам Аркин – Марк Дънкан
- Дан Букатински – Джейсън Ериксон
- Ебигейл Спенсър – д-р Миша Нелсън

## „Ани Ребъл“ в България
В България сериалът започва на 23 септември 2021 г. с разписание нов епизод четвъртък от 22:00 ч., с повторения в петък от 12:25 и неделя от 17:00 по Фокс Лайф. Свършва на 28 ноември. На 24 февруари започва повторение с разписание всеки делник от 18:00 с повторение от 23:55. 
Дублажът е на студио Доли. Ролите се озвучават от артистите Ася Братанова, Златина Тасева, Георги Стоянов, Цанко Тасев и Петър Бонев.